# 亓玫
亓玫（1971年8月—），中华人民共和国外交官，曾任中华人民共和国驻赤道几内亚大使，现任中华人民共和国驻奥地利大使。

## 生平
1993年，进入中华人民共和国外交部工作，先后在外交部西欧司、驻瑞典大使馆任职。2005年，任驻挪威大使馆参赞。2009年，任外交部欧洲司参赞兼处长。2010年，调任外交部领事司参赞。2013年，回任外交部欧洲司参赞。2014年，升任外交部欧洲司副司长。2019年4月，出任中华人民共和国驻赤道几内亚大使。2022年10月，自驻赤道几内亚大使离任。2023年3月，出任中华人民共和国驻奥地利大使。

## 家庭
已婚，有一女。